# غريغ كناب
غريغ كناب (بالإنجليزية: Greg Knapp)‏ هو مدرب رياضي أمريكي، ولد في 5 مارس 1963 في لونغ بيتش في الولايات المتحدة.